# 細野邦彦
細野 邦彦（ほその くにひこ、1933年7月21日 - 2021年4月25日）は、日本の元テレビディレクター、プロデューサー。元東京MXテレビ顧問。

## 経歴
東京都出身。幼少期に石川県金沢市、京都府宇治市に住む。立教大学経済学部卒業後、1959年に日本テレビに入社し、バラエティ畑を歩く。1960年代半ば～1970年代に『踊って歌って大合戦』『コント55号の裏番組をぶっとばせ!』『TVジョッキー』『テレビ3面記事 ウィークエンダー』など、高視聴率の低俗番組で一世を風靡する。
1993年に日本テレビを退社し、2000年に東京MXテレビに迎えられて同社のエクゼクティブプロデューサーや常務取締役に就任、その後は顧問を務めた。
2021年4月25日に死去した。87歳没。

## 担当番組
- スマイリー小原ショー
- おのろけ夫婦合戦
- 踊って歌って大合戦
- ご両人登場
- コント55号の裏番組をぶっとばせ!
- ゴーゴーコメディアン
- TVジョッキー
- 美女の空もよう
- あなたのワイドショー
- テレビ三面記事 ウィークエンダー

## エピソード

### 裏番組をぶっとばせ!
1969年当時の日曜20時台の視聴率はNHK大河ドラマの「天と地と」が独走、民放各局はどこも対抗出来ない状況だった。当然、日本テレビのスタッフも、この時間帯を引き受ける者は不在。細野は上司から半ば無理矢理押し付けられた形だった。
番組の企画会議を開いたものの難航を極め、当初30人ほど居たスタッフも次々離脱。約一ヶ月後に細野自身が野球拳を思い付き、「よし、これでイケる!」と自信を持って企画を推し進めた。だが編成会議の際には「野球拳と説明してもすんなり企画が通ると思えない」との理由で意図的に滑舌を悪くし聞き取りづらくなるよう説明したと言う。
苦労の末に生み出されたこの企画は俗悪番組の批判を受けつつも、やがて前述の大河ドラマの視聴率を追い抜くこととなった。

### ウィークエンダー
「ウィークエンダー」以前に、細野は朝の帯番組「あなたのワイドショー」を担当。当時の朝の番組は料理・結婚式・初恋談義などほのぼのした内容のものが多く、このままではマンネリ化・ネタ切れとなることを危惧し、「テレビ三面記事」のコーナーを設け、新聞の三面記事を取り扱うことにした。
この企画が視聴率を獲得したため、他局の朝番組も同じ様な内容に追従、これが現在のワイドショーの原型となったが、細野は自ら生み出した企画を安易に真似る他局の姿勢に憤慨、「自分で自分の真似をすれば問題ないだろう！」と「テレビ三面記事」だけの番組を男性向けにシフトさせ週末の夜（プライムタイム）に放送する番組を考案。これが「ウィークエンダー」である。

### その他
小林信彦の小説「オヨヨ大統領シリーズ」では、細野と井原高忠をモデルとした「ジャパンテレビの辣腕プロデューサー・細井忠邦」が登場している。ただし、井原は彼の名前でのモデルではあるが、キャラクターに井原の要素はほぼない。
米朝事務所の会長を務めた田中秀武によると、桂米朝と親交が深かった。
大学時代に軽音楽部に所属、音楽に対して造詣が深く、担当する番組で様々な曲を使った。
- ウイークエンダー 
  - Rhapsody in white (Barry White)オープニング
  - Ironside (Quincy Jones)挿入曲、新聞によりますと、、、
  - What's going on (Quincy Jones)エンディング,
  - Fools rush in (Esther phillips) オープニング(一時的)
- あなたのワイドショウ : Iwa Kani (Sam Kapu)
- ルックルックこんにちは : Take me to the Mardi Gras (Bob James)

など。